# Gordionus violaceus
Gordionus violaceus är en tagelmaskart som först beskrevs av Baird 1853.  Gordionus violaceus ingår i släktet Gordionus och familjen Chordodidae. Inga underarter finns listade i Catalogue of Life.